# Numidien

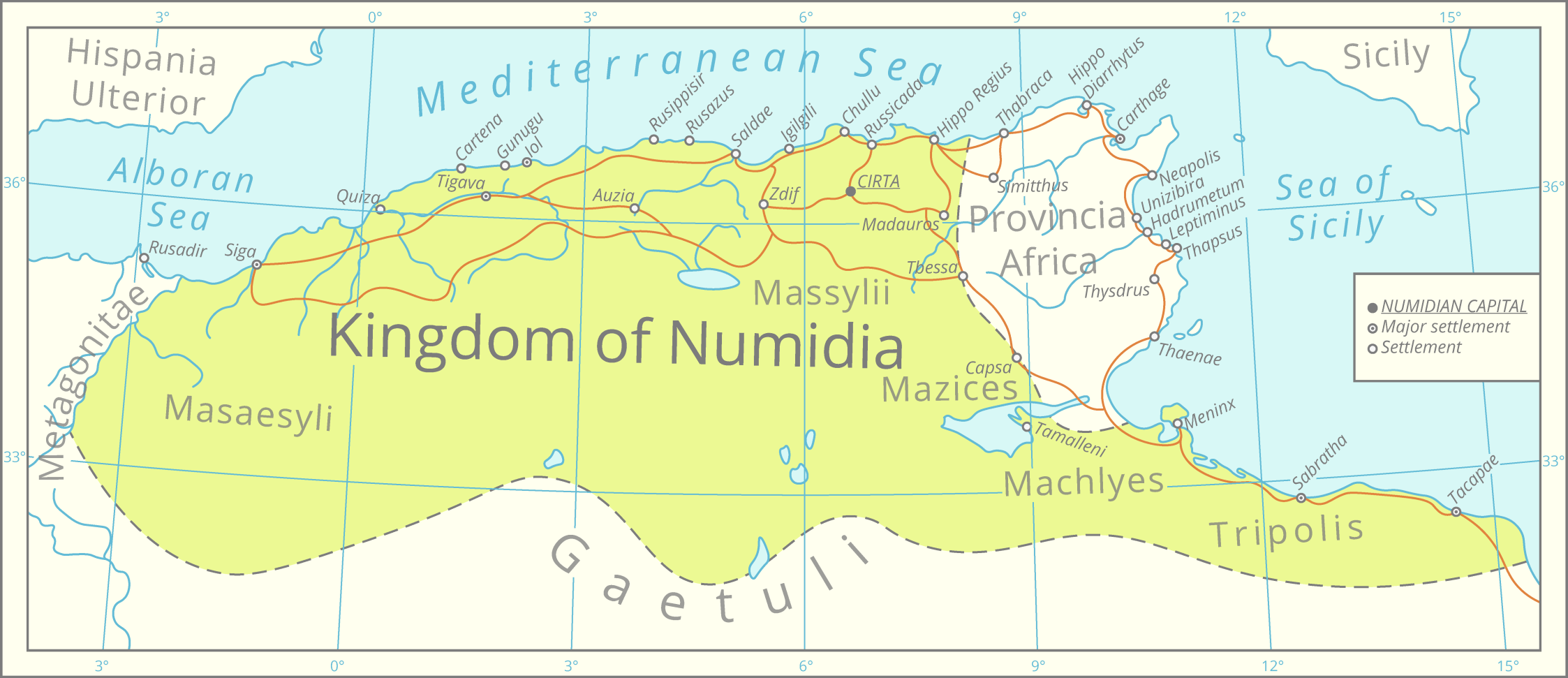
Karte von Numidien zum Zeitpunkt seiner größten Ausbreitung (um 150 v. Chr.)

Numidien (Zentralatlas-Tamazight ⵜⴰⴳⵍⴷⵉⵜ ⵏ ⵏⵓⵎⵉⴷⵢⴰ Tageldit n Numdiya; antike Bezeichnungen des Volkes griech. Νομάδες Nomádes, lat. Numidae) ist eine historische Landschaft in Nordafrika, die weite Teile der heutigen Staaten Algerien und Tunesien umfasst.

## Geschichte
Numidien wurde in der Antike von Berbervölkern bewohnt, die als Numider bezeichnet wurden. Die Numider waren als hervorragende leichte Kavallerie bekannt, die sehr schnell und beweglich war, vor allem weil die Reiter außer einem Schild keine Rüstung trugen und die Pferde ohne Sattel und Zaumzeug ritten.
Durch den Aufstieg von Karthago wurden die Numider von den Küstengebieten abgedrängt. Im Zweiten Punischen Krieg waren numidische Söldner wichtige Verbündete in Hannibals Heer, bis Numidien schließlich zu Rom überwechselte. Bedeutende Schlachten, in denen die numidischen Reiter in diesem Krieg kämpften, schlossen die Schlacht von Cannae und die Schlacht von Zama ein.
Erst am Ende des 3. Jahrhunderts v. Chr. kam es unter Gaia, dem Vater Massinissas, zur Bildung eines Königreichs der Massylier in Numidien, welches das Gebiet zwischen dem Hinterland von Karthago und Cirta beherrschte. Im Westen entstand um diese Zeit ein zweites numidisches Königreich, das bis zum Königreich Mauretanien reichte. Die Grenze zur römischen Provinz Africa im Osten bildete eine von Scipio dem Jüngeren festgesetzte Demarkationslinie, die Fossa regia. Nach dem Tod von Massinissas Sohn Micipsa 118 v. Chr. wurde das Reich von den Römern unter den Söhnen Adherbal und Hiempsal sowie Jugurtha geteilt. Dies führte zu heftigen Machtkämpfen und zu Kriegen mit der Römischen Republik (Jugurthinischer Krieg). Während des 1. Jahrhunderts v. Chr. stand Numidien unter römischer Vorherrschaft.

Die römischen Provinzen unter Trajan (117 n. Chr.)

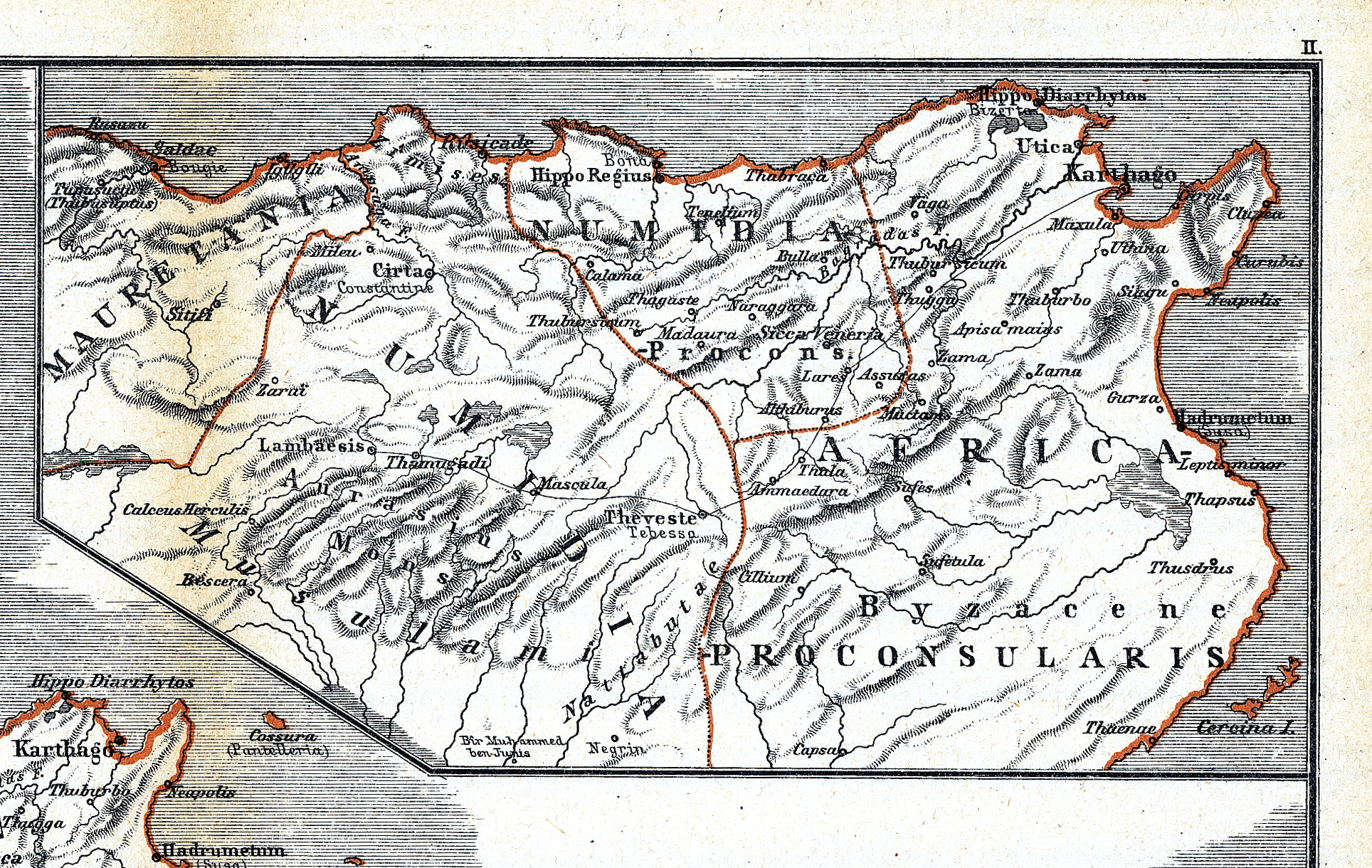
Karte der römischen Provinzen Numidia und Africa in Theodor Mommsens Römische Provinzen, 1885

Der letzte numidische König Juba I. (60–46 v. Chr.) griff auf der Seite von Pompeius in den Römischen Bürgerkrieg ein, wurde aber von Gaius Iulius Caesar 46 v. Chr. in der Schlacht bei Thapsus besiegt und beging Selbstmord. Numidia wurde als Provinz in das Römische Reich eingegliedert. Die Numider wurden zu Hilfstruppen Roms und sind auch auf der Trajanssäule abgebildet.
435 geriet die numidische Küste unter die Herrschaft der Vandalen, während sich in den Bergregionen mehrere römisch-berberische Kleinstaaten bildeten (unter anderem das Reich des Masties im Aurès). Nach der Rückeroberung durch Byzanz 534–541 wurde die Provinz Numidia wiedererrichtet. Gegen Ende des 7. Jahrhunderts fiel das Gebiet an die muslimischen Araber.

## Herrscher von Numidien
| Name                                                                 | Regierungszeit        |
| -------------------------------------------------------------------- | --------------------- |
| Identische Regierungszeiten weisen gemeinschaftliche Herrschaft aus. |                       |
| Massinissa                                                           | 202–149 v. Chr.       |
| Micipsa                                                              | 148–118 v. Chr.       |
| Gulussa                                                              | 148–vor 118 v. Chr.   |
| Mastanabal                                                           | 148–145 v. Chr.       |
| Adherbal                                                             | 118–112 v. Chr.       |
| Hiempsal I.                                                          | 118–117 v. Chr.       |
| Jugurtha                                                             | 118–104 v. Chr.       |
| Gauda                                                                | 104–88 v. Chr.        |
| Hiempsal II.                                                         | 88–60 v. Chr.         |
| Juba I.                                                              | 60–46 v. Chr.         |
| Römischer Senat                                                      | 46–30 v. Chr.         |
| Juba II.                                                             | 25 v. Chr.–23 n. Chr. |
| Ptolemaios                                                           | 23–40 n. Chr.         |